# Pattern 1914 Enfield
Pattern 1914 Enfield (або P14; повна назва Rifle, .303 Pattern 1914) — британська службова гвинтівка періоду Першої світової війни, яку, в основному, випускали за контрактом компанії в США. Це була гвинтівка з ковзним затвором з вбудованим 5-зарядним магазином. Її використовували як снайперську гвинтівку, а також як гвинтівку другої лінії та резервну, доки її не визнали застарілою в 1947 році. Pattern 1914 Enfield була наступницею експериментальної гвинтівки Pattern 1913 Enfield і попередницею американської гвинтівки M1917 Enfield.

## Історія

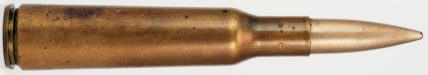
.276 Enfield (7×60мм) безфланцевий пляшкоподібний гвинтівковий набій під який спочатку було розроблено затвор

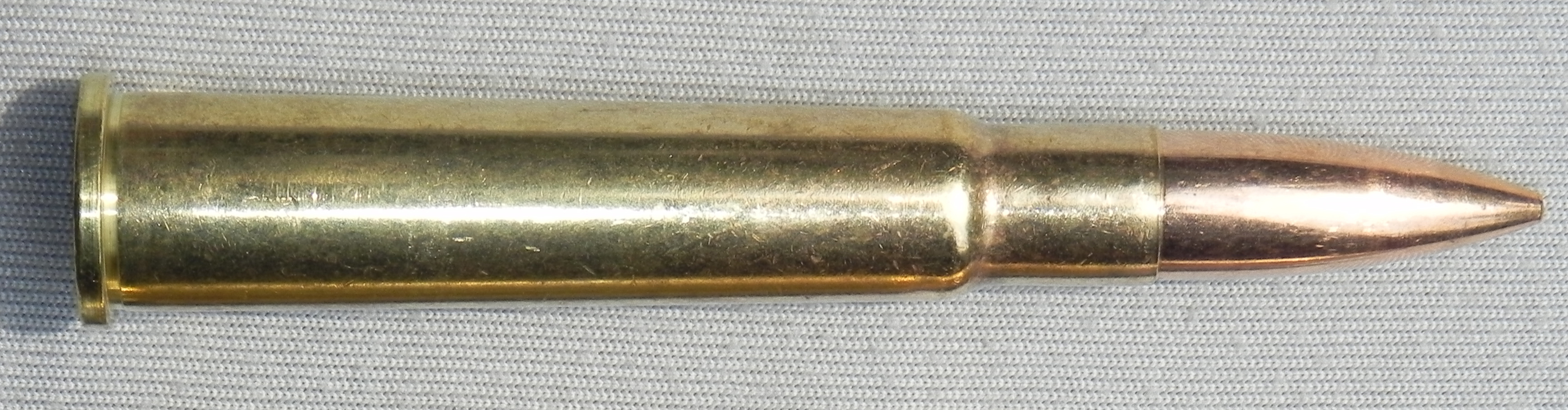
.303 British (7.7×56ммR) фланцевий набій під який переробили затвор P14

Під час Другої англо-бурської війни британці познайомилися з вогнем далекобійних гвинтівок Маузер, Моделі 1893 та 1895, під набій 7×57мм. Цей невеликий, високошвидкісний набій примусив Воєнний офіс розробити в 1910 році свій власний набій "magnum" - .276 Enfield. Новою гвинтівкою яка могла стріляти таким набоєм з використанням модифікованого затвора Mauser M98 стала Pattern 1913 Enfield (P13). Проте на початок Першої світової масове виробництво гвинтівки розпочато не було, через проблеми, які могли б виникнути з матеріально-технічним забезпеченням новим гвинтівковим набоєм під час війни.

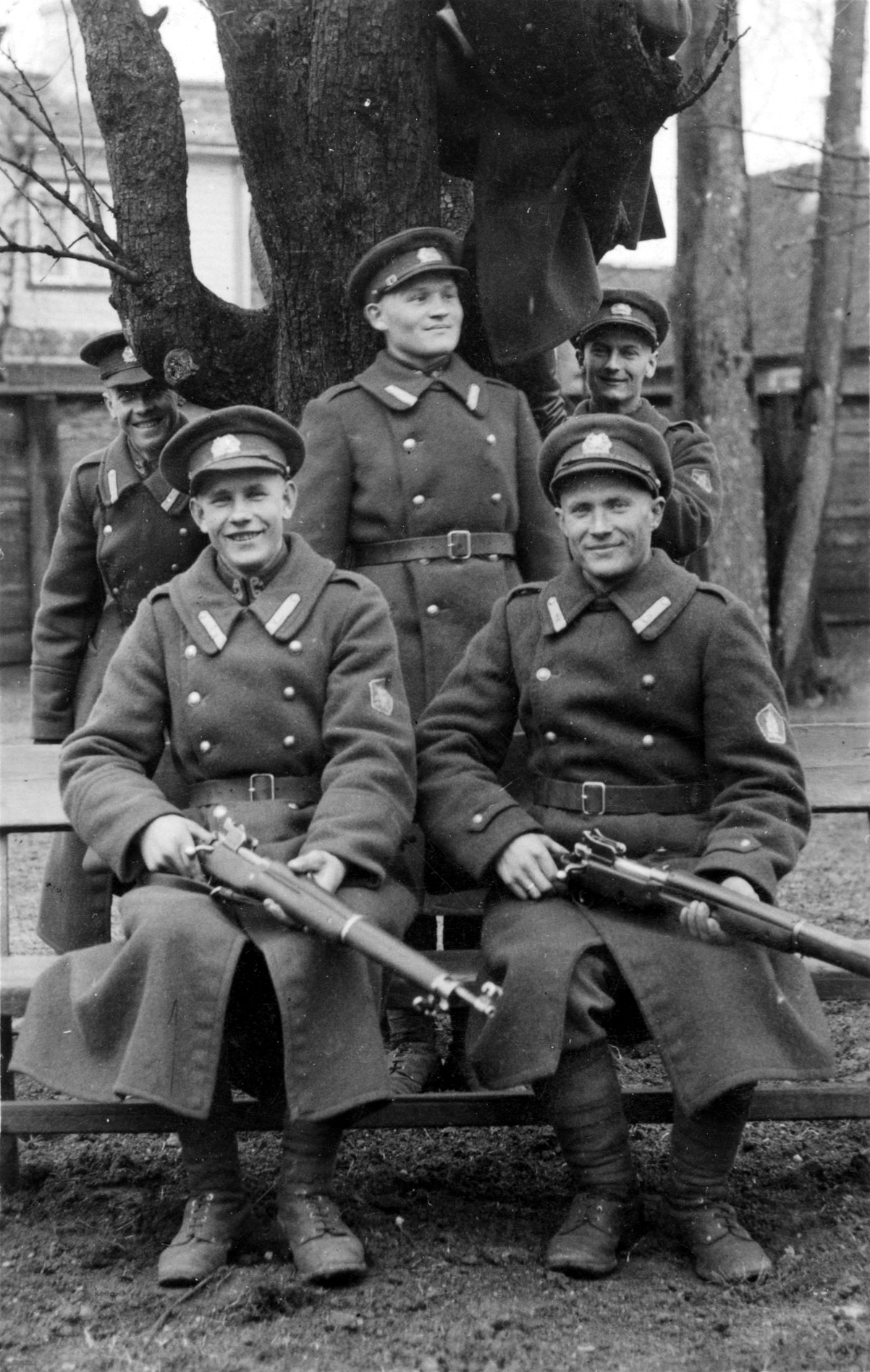
Призовники естонського партизанського батальйону Сакала з гвинтівками P14 у 1939 чи 1940 роках.

## Історія виробництва
Оскільки основний підрядник (Vickers) міг випустити лише кілька гвинтівок, фактично P14 стала запізнілим міркуванням. Тому Lee–Enfield залишилася стандартною британською гвинтівкою під час Першої світової та після неї.
Потреба в ручній зброї разом з нестачею виробничих потужностей змусило британський уряд підписати контракт з комерційними виробниками в США - Winchester, Remington та Eddystone (дочірня компанія Remington, створена головним чином для виробництва P14) для виробництва P14 для Британії, виробництво якої тривало до 1917 року коли США вступили у війну. Проте, кожний завод виробляв дещо різні деталі, що призвело до проблем взаємозамінності. Тому офіційне позначення гвинтівки залежало від її виробника: наприклад, Pattern 1914 Mk I W значить, що Mk I випускала компанія Winchester, літера R позначала компанію Remington або E - Eddystone. Виникли проблеми зі специфікаціями, якістю та браком верстатів, а також кваліфікованих робітників, у результаті чого перші гвинтівки були прийняті британськими інспекторами лише в лютому 1916 року. В грудні 1916 року було зроблено модифікацію де було збільшено бойові виступи затвора, а гвинтівка отримала позначення Mark I*. Вони все ще позначалися літерою виробника (W, R або E), хоча виробництво стало більш стандартизованим. Невдовзі Mk I почали використовувати для тренувань і позначили DP, що означає Drill Purpose (лише для навчання).
Під час Першої світової P14 використовували як снайперську гвинтівку, оскільки вона була більш точною за Lee–Enfield, зі стандартними або модифікованими апертурними ціликами з "тонким регулювання", які мали позначення Pattern 1914 Mk I W (F) та Pattern 1914 Mk I* W (F) або, з квітня 1918 року, з оптичними прицілами Aldis Pattern 1918, які позначалися Pattern 1914 Mk I* W (T) (модифіковані та оптичні приціли зазвичай використовували на гвинтівках виробництва Winchester, причому гвинтівки Winchester вважалися якіснішими). Зрештою компанія Winchester виготовила 235 293 гвинтівки, компанія Remington — 400 000, а компанія Eddystone — 600 000, тобто 1 235 293 гвинтівки.
Коли США вступили у Першу світову війну P14 було модифіковано та стандартизовано Департаментом озброєнь, а виробництво було розпочато на тих самих заводах де випускали P14, виробництво цієї гвинтівки було припинено, як Модель 1917. Інколи її називали M1917 Enfield, вона була перероблена під набій .30-06 Springfield і користувалася певним успіхом як доповнення до гвинтівок Springfield M1903, які були на озброєнні в США, з часом кількість гвинтівок перевищила за об'ємом виробництва гвинтівки Springfield.
В 1926 році Pattern 1914 Enfield була перейменована британцями на No3Mk1.
Перед та під час Другої світової війни використовували понад 670000 одиниць Pattern 1914 Enfields, після модифікації ("Weedon Repair Standard", формально до стандарту Mk II) у Великій Британії, переважно як ар'єргардну гвинтівку. Модифікація полягала в тому, що зброярі Королівського артилерійського складу Уїдона або різних інших комерційних компаній оглядали гвинтівки, знімали залпові приціли та виконували будь-який необхідний ремонт перед випуском. Після Дюнкерку та через великі втрати зброї британцями в 1940 році, раптом запаси No3Mk1 стали дуже цінними. Гвинтівку знову почали використовувати як снайперську, хоча конфігурація відрізнялася від втілення Першої світової війни.  Крім того США відправили деяку кількість гвинтівок M1917 Enfield до Британії в рамках ленд-лізу, хоча заряджання набоєм .30-06 Springfield обмежувало використання, також ці гвинтівки помічали червоною смугою шириною 2 дюйми на ложі. Деяку кількість снайперських гвинтівок P14 використовували в австралійській армії під час Другої світової. Після того, як було накопичено достатню кількість гвинтівок Short Magazine Lee-Enfield та No4, No3Mk1 або використовувався в першу чергу для оснащення британського ополчення під час Другої світової війни, або використовувалися як снайперські гвинтівки.< Кілька снайперських гвинтівок використовували під час Корейської війни.
В 1947 році P14/No3Mk1 у Британії визнали застарілими. 
Надлишкові P14 були продані у Співдружності, особливо в Канаді, Новій Зеландії, Австралії та Південній Африці, вони стали популярними для цільової та спортивної стрільби.

## Конструкція

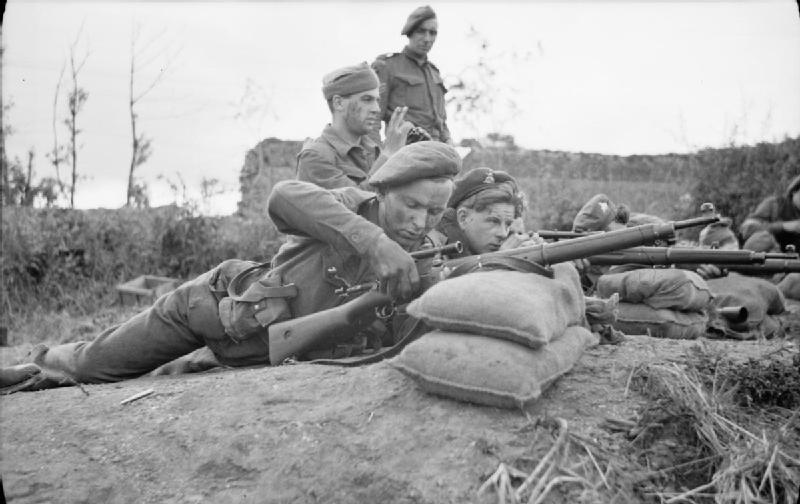
Навчання британського снайпера у Франції 1944

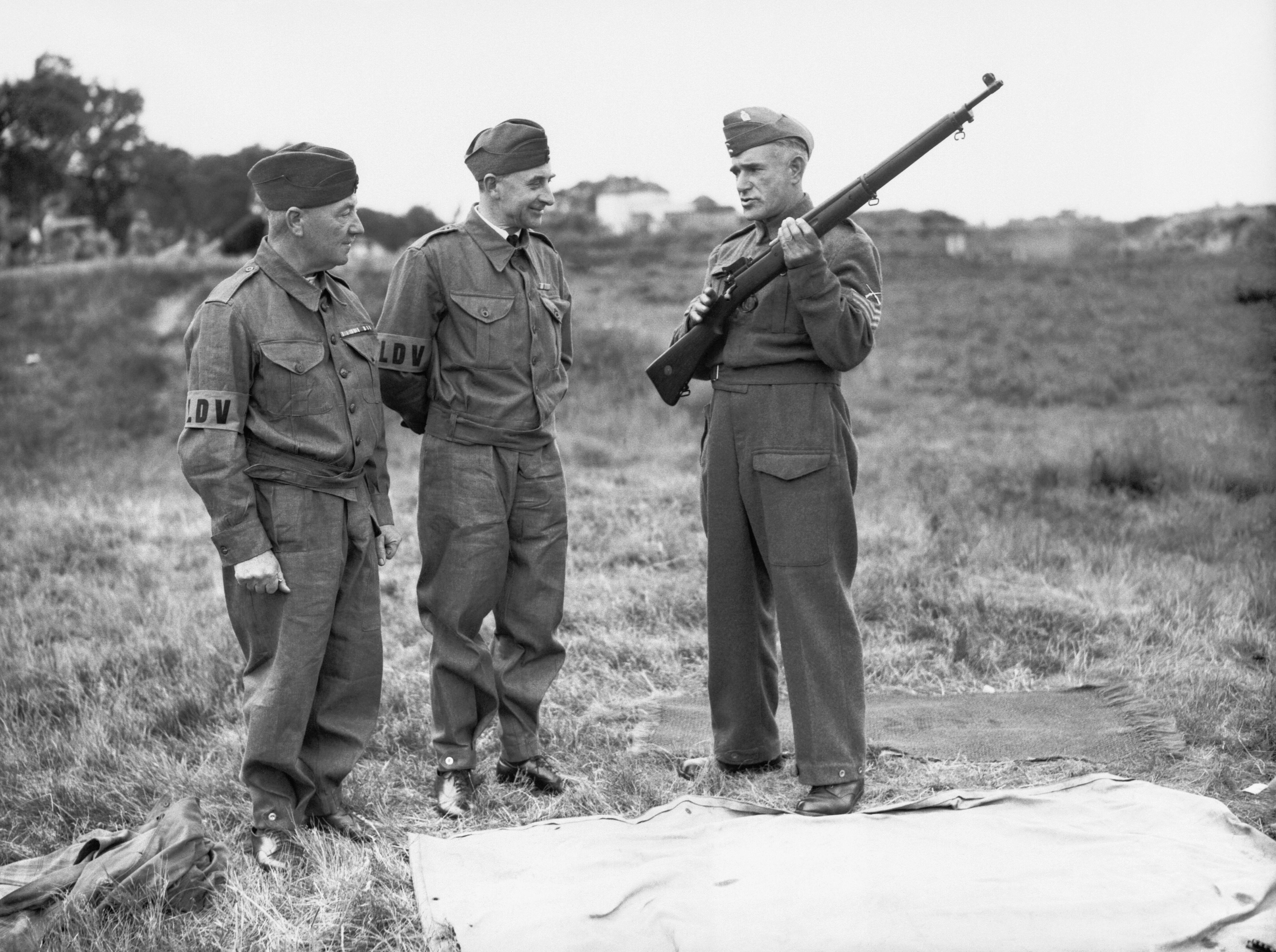
Ополченців навчають користуватися P14 під час Другої світової.

Переробка конструкції під набій .303 British призвела до появи гвинтівки .303 Pattern 1914 (P14), де живлення відбувалося з п'ятизарядного внутрішнього коробчастого магазина. Через захисні вушка прицілу, що виступають на ствольній коробці, руків'я затвора типу "dog-leg" та магазина "pot-belly" зброя мала характерний зовнішній вигляд. Затвор представляв собою перероблений затвор Маузер з доробками Lee–Enfield та оптимізованим під швидку стрільбу, де зведення відбувалося при закритті затвора, саме цій особливості надавали перевагу у британській армії, оскільки це давало змогу вести швидкий вогонь, але в інших арміях, наприклад, США або Німеччини, надавали перевагу зведенню при відкритті, як це було у гвинтівках M1903 Springfield та Gewehr 98. Зведення при відкритті ставало складнішим при нагріванні від швидкої стрільби, а тому треба докласти більше зусиль для протидії ударній пружині. P14 була передовою конструкцією на той час і, ймовірно, була найдосконалішою службовою гвинтівкою Першої світової війни.
Pattern 1914 Enfield мала великий міцний затвор, виготовлений з нікелевої сталі, а хід затвора був довгим, оскільки він був розроблений для великого та потужного набою .276 Enfield. Затвор мав зуб-екстрактор, як у Model 98 Mauser і два бойових виступу спереду; також був задній запобіжний виступ, утворений основою руків'я затвора, який знаходиться у виїмці ствольної коробки. Набагато швидший і плавний у роботі, ніж у Model 98 Mauser, затвор добре підтримувався протягом усього ходу, а кулачкова дія під час відкривання та закривання затвора сприяла легкості та швидкості роботи. Незвичне руків'я у формі 'dog-leg' має низький профіль і розташоване позаду спускового гачка ближче до руки стрільця, що знову сприяє швидкій перезарядці та стрільбі. Подібно до Lee-Enfield, запобіжник знаходиться під великим пальцем стрілка, і ним можна керувати безшумно.
Оскільки затвор Pattern 1913 Enfield було розроблено для використання потужного експериментального набою .276 Enfield з більшим донцем гільзи ніж у набою .303 British, внутрішній магазин вмішав шість менших за діаметром набоїв .303 British, хоча з'ємна обойма вміщувала лише п'ять набоїв. Pattern 1914 Enfield, як і Mauser Gewehr 98, не мала механізму відсікання магазина, який допомагав заряджати та вилучати лише один набій.
Гвинтівка мала механічний приціл який складався з апертурного бойового прицілу на задній частині ствольної коробки, пристріляний під набій .303 British Mk VII на дистанцію 274 м з додатковим перекидним апертурним прицілом, який можна було відкинути, що дозволяло вести вогонь на дистанції 183-914 м з кроком 91 м та 914-1509 м з кроком 46 м. Перекидний апертурний приціл рухався вертикально, що не дозволяло вносити правки за вітром. Цілик було захищено міцними "вушками", а тому він був швидшим та точнішим за звичайний приціл розташований посередині ствола, як у гвинтівок Маузер, Енфилд або бойовий приціл Баффнгтон гвинтівки 1903 Springfield. Мушка мала захист і розташовувалася на стійці, при цьому її можна було регулювати в бік, крім того її фіксували при збірці в арсеналі. Цілик Pattern 1914 Enfield розташовувався на подовженому мості ствольної коробки, що збільшувало вагу УСМ і довжину затвора. Також існували приціли для залпового вогню, що були схожі на приціли гвинтівки Short Magazine Lee–Enfield, їх кріпили на боку гвинтівки для стрільби на відстані до 2377 м, хоча їх практично не використовували і зазвичай прибирали під час ремонту. Завдяки покращеним апертурним прицілам, які мали великий радіус, гвинтівка заслужила свою репутацію точної зброї, а снайпери часів Першої світової надавали перевагу саме цій гвинтівці, оскільки вона була більш точною ніж піхотна гвинтівка Short Magazine Lee-Enfield Mk III.
У порівнянні з гвинтівкою Lee–Enfield Pattern 1914 Enfield була точнішою та міцнішою; при цьому гвинтівка була важчою за Lee—Enfield Mk III, яка мала вагу 3,91 кг, крім того місткість магазина була наполовину менша, що впливало на швидкострільність. Професійна британська армія перед Першою світовою війною, крім точної стрільби, акцентувала увагу на швидкострільній підготовці, внаслідок чого для своїх стрільців щорічно проводили кваліфікаційні стрільби «Божевільна хвилина». На відміну від досвіду англо-бурської війни, який призвів до появи проекту P13/P14, умови Першої світової війни потребували об’єму вогню, у якому переважали Short Magazine Lee–Enfield.

## Користувачі
- Афганістан[10]
- Австралія[5]
- Велика Британія[1]
- Канада[1]

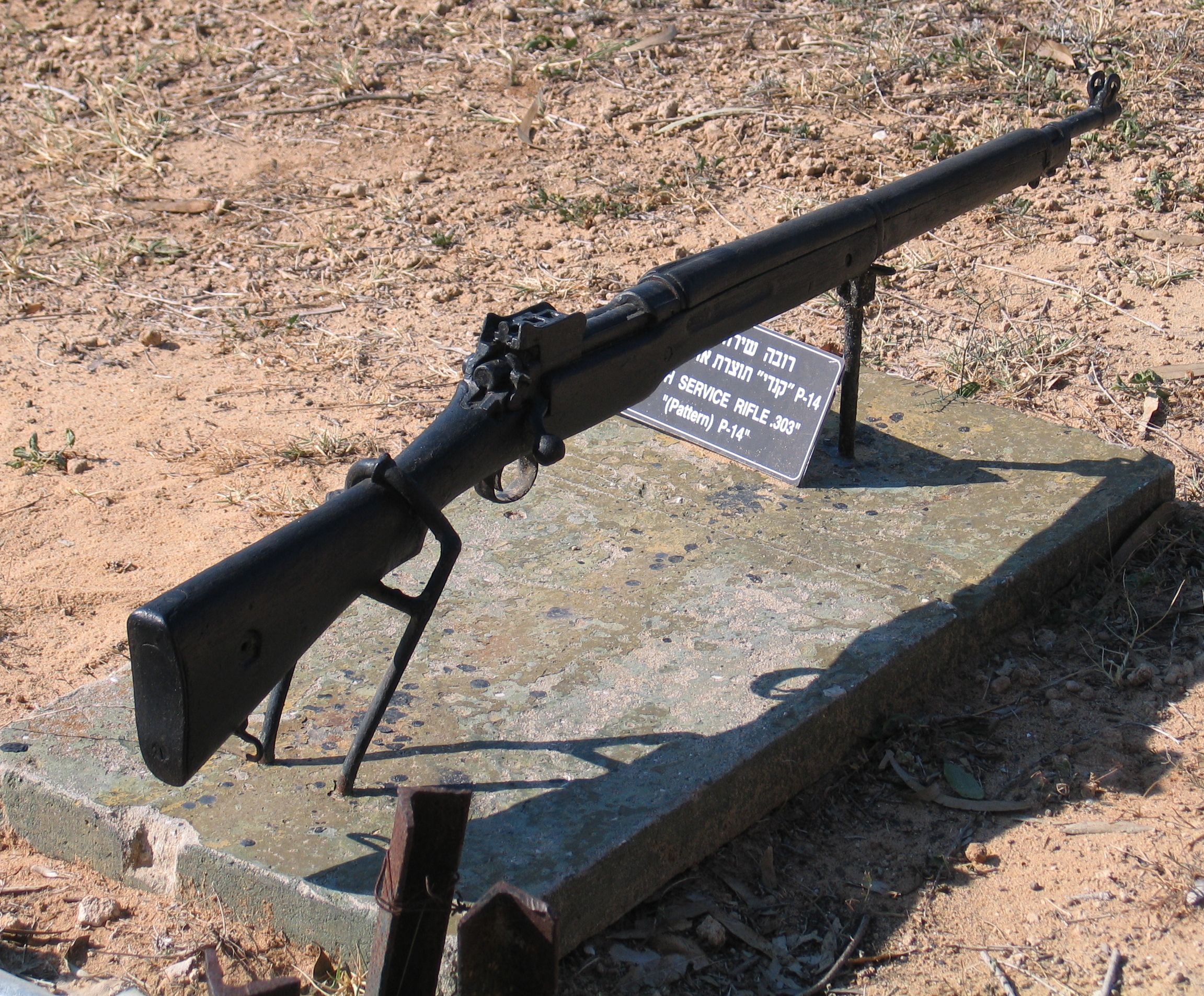
Ізраїльська гвинтівка P14 Enfield на місці реконструкції поля битви Яд Мордехай.

- Китай: Чжан Цзунчан придбав 6000 колишніх латвійських P14[11], а також варіант під набій 7,92×57mm Mauser виготовлений для Китаю[1]
- Єгипет[1]
- Естонія[1][12]
- Ефіопська імперія: придбали після Першої світової[13]
- Франція: використовувала армія Визволення Франції[14]
- Греція
- Латвія: використовували в 1918–1940 роках в піхоті латвійської армії (використовували снайперські і звичайні варіанти), а також у прикордонній бригаді[15][11]
- Литва[1]
- Індія[1]
- Ірландія[1]
- Ізраїль[16]
- Нідерланди: використовувала Королівська голландська ост-індська армія в Австралії[17]
- Нова Зеландія[18]
- Нігерія
- Норвегія: Союзники скидали з літаків для руху опору під час Другої світової війни, а також передані Британією Норвезькій бригаді під час окупації Німеччини в 1947 році. Повернуті до Британії в 1952 році в обмін на гвинтівки P-17.[19]
- Пакистан: Використовувала пакистанська армія під час Першої індо-пакистанської війни
- Польща: Використовували поліція та збройні сили перед Другою світовою війною
- Португалія[1]
- Іспанська республіка: 250 гвинтівок P14 було отримано з Естонії під час Громадянської війни[20]
- Південно-Африканський Союз: поставлялися Силам оборони Союзу для допомоги у озброєнні військ для вторгнення в німецьку Південно-Західну Африку в 1915 році.